# Uxantis taenia
Uxantis taenia är en insektsart som beskrevs av Schmidt 1904. Uxantis taenia ingår i släktet Uxantis och familjen Flatidae. Inga underarter finns listade i Catalogue of Life.